# Elna Tenow-priset
Elna Tenow-priset är ett pris som delas ut av Djurens Rätt sedan 2019. Priset ges till en aktör som visat att den kan, vill och vågat bidra till en positiv samhällsutveckling för djuren. Priset är uppkallat efter författaren, djurvännen och feministen Elna Tenow (1862–1944). Priset har ersatt Djurens Rätts tidigare utmärkelse Guldråttan.

## Vem var Elna Tenow?
Elna Tenow (född Ros) föddes den 10 maj 1862 i Leksand i Dalarna. Hon var en av få kvinnor som på den tiden fick en läroverksutbildning, detta på högre allmänna läroverket i Västerås 1873-1878. Hon arbetade bland annat som journalist och översättare och är känd för sitt starka engagemang både inom djurrätt och kvinnors rättigheter.
Elna Tenow ledde Djurens Rätt (dåv. Nordiska samfundet mot vetenskapliga djurförsök) tillsammans med maken Christian L. Tenow från sekelskiftets början. 1902 startade hon "Medlemsbladet", som 1909 bytte namn till "Djurens Rätt", den tidskrift som fortfarande är Djurens Rätts organ. Under makarna Tenows ledning ökade Nordiska samfundet snabbt i medlemsantal och hade 1904 uppemot 10 000 medlemmar. Tenow var en tidig förespråkare av vegetarisk kost för djurens skull – och även hälsans. 
Några av Elnas kända feministiska verk är ”Öppet bref till August Strindberg: om kvinnans underordnade ställning” samt hennes föredrag om korsetten våren 1895. I föredraget kallade Elna korsetten för ett djävulskt plagg som var inget mer än ”en tvångströja i vilken onda makter hålla kvinnohjärtan och kvinnosinnen bundna”. 
Engagemanget för både människans och djurens frihet visade sig i en rad föredrag kring sekelskiftet och Elna blev även hedersmedlem av flera svenska och utländska djurskyddsföreningar och fick flera djurskyddsmedaljer under sin levnad.

## Kriterier för att bli en Elna
Pristagaren ska vara en samhällsaktör som inom sitt område agerar i och påverkar samhället till det bättre för djuren.
Priset utses av en jury och både personer, företag, organisationer eller ett specifikt initiativ/kampanj kan bli föremål för Elna Tenow-priset. Det initiativ eller den förändring som priset vill uppmärksamma ska huvudsakligen ha skett under det gångna året. Priset syftar till att sätta ljus på aktören och dennes insats för att skapa ett mer djurvänligt samhälle. Djurens Rätt kommer främst att leta efter pristagare som är verksamma i Sverige. 

## Mottagare av Elna Tenow-priset

### 2019: Vegansk matlåda[2]
De första vinnarna av Elna Tenow-priset var Instagram-kontot ”Vegansk Matlåda”, som tar sig an vegopeppandet med ett pragmatiskt, positivt synsätt, med välkomponerade recept och ett vaket öga för hur Instagram kan användas till fullo. 

### 2020: Nordrest
Foodserviceföretaget Nordrest tilldelades 2020 Djurens Rätts pris "Årets Elna”, eller Elna Tenow-priset. Växtbaserade skolmåltider och högt ställda krav på djurvälfärd låg bakom motiveringen.

### 2021: Karolina Tegelaar
Vinnare av Årets Elna 2021 utsågs Karolina Tegelaar, som i över ett decennium inspirerat tusentals med sin veganska bakning.

### 2024: Mattias Kristiansson
Elna Tenow-priset 2024 tilldelades Mattias Kristiansson, grundare och chefredaktör för Tidningen VEGO, för hans outtröttliga engagemang i att främja och uppmuntra till en mer växtbaserad kost.